# پسرها (ترانه بریتنی اسپیرز)
«پسرها» (به انگلیسی: Boys) نام آهنگی از خواننده و آهنگ‌ساز پاپ آمریکایی بریتنی اسپیرز با همراهی فارل ویلیامز است که به عنوان پنجمین تک آهنگ از سومین آلبوم استودیویی اش به نام بریتنی در تاریخ ۲ اوت ۲۰۰۲ به فرمت دیجیتال دانلود به بازار عرضه شد. در این ترانه به‌طور کاملاً مشخص از سبک‌های هیپ هاپ و آر اند بی استفاده شده‌است حتی در قسمت‌هایی از سبک دنس پاپ نیز استفاده شده‌است. پسرا در بیلبورد مقام ۲۲ را بدست آورد و در کشورهای بریتانیا و بلژیک در بین ده ترانه برتر قرار گرفت. موزیک ویدئو این آهنگ به کارگردانی دیوید میر ساخته شد. این ترانه نامزد یک جایزه در ام تی وی ۲۰۰۳ شد اما موفق به برنده شدن آن نشد. این ترانه در ان بی ال آل استار ۲۰۰۲ مورد استفاده قرار گرفت.